# Anna Svendsen
Pour les articles homonymes, voir Svendsen.
Anna Svendsen, née le 25 mars 1990, est une fondeuse norvégienne.

## Carrière
Elle a démarré en Coupe du monde en mars 2012 au sprint de Drammen.
En dehors des pistes, elle suit une carrière d'infirmière. Elle se concentre davantage sur le ski à partir de 2016.
Elle réalise ses premiers résultats au niveau mondial en 2016-2017, lors notamment du mini-tour de Lillehammer où elle est cinquième du sprint. Sélectionnée pour l'étape de Pyeongchang, elle obtient son premier podium de Coupe du monde en terminant deuxième du sprint par équipes et septième du skiathlon.

## Famille
Sa sœur Sara est aussi une fondeuse de niveau international.

## Palmarès

### Coupe du monde
- Meilleur classement général : 36e en 2019.
- 1 podium par équipes : 1 deuxième place.
- Meilleur résultat individuel : 5e.

| Saison / Épreuve | Saison / Épreuve | Général | Général | Distance | Distance | Sprint | Sprint | Tour de ski depuis 2007 | Finales depuis 2008 | Nordic Opening depuis 2011 |
| ---------------- | ---------------- | ------- | ------- | -------- | -------- | ------ | ------ | ----------------------- | ------------------- | -------------------------- |
| Saison / Épreuve | Saison / Épreuve | Class.  | Points  | Class.   | Points   | Class. | Points | Tour de ski depuis 2007 | Finales depuis 2008 | Nordic Opening depuis 2011 |
| 2017             | 2017             | 42e     | 141     | 36e      | 68       | 32e    | 59     | —                       |                     | 24e                        |
| 2018             | 2018             | 72e     | 42      |          |          | 44e    | 42     | —                       |                     | 51e                        |
| 2019             | 2019             | 36e     | 179     | 48e      | 53       | 23e    | 126    | Abandon                 |                     | 41e                        |

### Coupe de Scandinavie
- 1 victoire.